# Bactericera vellae
Bactericera vellae är en insektsart som beskrevs av Burckhardt och Lauterer 1997. Bactericera vellae ingår i släktet Bactericera och familjen spetsbladloppor. Inga underarter finns listade i Catalogue of Life.